# Odisea (canal de televisión)
Odisea (en Portugal, Odisseia) es un canal de televisión de televisión por suscripción español operado por AMC Networks International Southern Europe. El canal emite programación dedicada a la cultura, ciencia y tecnología, incluyendo producciones nacionales e internacionales y producción propia.

## Historia
Sus primeras emisiones regulares comenzaron en abril de 1996.
Odisea emite 24 horas durante los siete días de la semana y ofrece documentales, siempre relacionados con el género naturaleza, ciencia, cultural, historia y otros, además presenta varios documentales de la BBC y Granada Television.
Odisea está disponible en todos los operadores de España y Portugal tanto por satélite, cable o IPTV.
El 2 de abril de 2012 comenzó a emitir en formato panorámico 16:9.
El 1 de abril de 2007 se fusionó con la cadena de pago Documanía producida por Sogecable (Prisa TV) dando lugar al mayor canal de documentales de la TV española.
El 31 de enero de 2013 el operador ONO (actualmente Vodafone TV) incorporó a su dial el canal Odisea HD, la versión HD del canal Odisea.
En octubre de 2013, tanto Odisea como sus canales hermanos pasan a manos de la compañía estadounidense AMC Networks (AMC Networks International Southern Europe) después de adquirir esta última Chellomedia a la empresa de telecomunicaciones Liberty Global. Meses más tarde Chellomedia pasa a llamarse AMC Networks International.
Coincidiendo con el vigésimo aniversario de la cadena, en mayo de 2016 estrena una nueva identidad gráfica y un nuevo logo compuesto por un tritono azul, morado y rojo además de nuevos programas y empezar a producirse en tecnología 4k.